# Alexander Stubb
Cai-Göran Alexander (Alexander) Stubb (Helsinki, 1 april 1968) is een Fins politicus. Op 11 februari 2024 werd hij verkozen tot president van Finland. Eerder was hij van 24 juni 2014 tot 29 mei 2015 premier van Finland. Tevens is hij sinds 14 juni 2014 voorzitter van de Nationale Coalitiepartij. Op 29 mei 2015 werd Stubb benoemd tot minister van Financiën onder premier Juha Sipilä.

## Biografie
Eerder was Stubb van 2011 tot 2014 minister van Europese Zaken en Buitenlandse Handel onder premier Jyrki Katainen en minister van Buitenlandse Zaken (2008-2011). Van 2004 tot 2008 was hij parlementariër in het Europees Parlement.
Op 24 juni 2014 beëdigde president Niinistö het kabinet-Stubb, een coalitie bestaande uit vijf partijen.
Na de Finse verkiezingen van 2015 trad Stubb af, aangezien zijn partij de tweede partij van het land was geworden. De Nationale Coalitiepartij trad vervolgens toe tot het kabinet-Sipilä. In dat kabinet werd Stubb minister van Financiën. Van 2017 tot 2019 was hij vice-voorzitter van de Europese Investeringsbank in Luxemburg.
Stubb kondigde in 2023 aan zich kandidaat te stellen voor de Finse presidentsverkiezingen van 2024. Op 11 februari werd hij verkozen tot president van Finland, nadat hij in de tweede stemronde de meerderheid van de stemmen kreeg.